# Любка Апостолова
Любка Апостолова (на македонска литературна норма: Љупка Апостолова) е певица и телевизионна водеща от Социалистическа република Македония.

## Биография
Родена е на 10 юни 1932 година в Гостивар, тогава в Кралство Югославия. Завършва Медицинския факултет, а след това Филологическия факултет на Скопския университет. В 1953 година става вокален солист на Ритмичния секстет, който професионално поставя основите на забавната музика в Народна република Македония. Със Секстета два пъти седмично има изяви на живо и в Концертното студио на Радио Скопие. Записва голям брой записи със забавни мелодии. В 1960 година започва кариека като професионална водеща. Работи и като педагог с млади водещи.
Умира на 26 януари 2018 година в Скопие.